# Supercoppa portoghese (pallavolo femminile)
La Supercoppa portoghese è una competizione pallavolistica per squadre di club portoghesi femminili, organizzata con cadenza annuale dalla FPV.

## Edizioni
| Edizione      | Edizione          | Podio               | Podio         | Podio               |               |
| Anno          | Sede della finale | Campione            | Risultato     | Finalista           |               |
| ------------- | ----------------- | ------------------- | ------------- | ------------------- | ------------- |
| 1989 Dettagli | -                 | Leixões             | -             | Estrelas da Avenida |               |
| 1990 Dettagli | -                 | Estrelas da Avenida | -             | Boavista            |               |
| 1991 Dettagli | -                 | Estrelas da Avenida | -             | Leixões             |               |
| 1992 Dettagli | -                 | Leixões             | -             | Boavista            |               |
| 1993 Dettagli | -                 | Boavista            | -             | Sporting Lisbona    |               |
| 1994 Dettagli | -                 | Boavista            | -             | Castêlo da Maia     |               |
| 1995 Dettagli | -                 | Castêlo da Maia     | -             | Boavista            |               |
| 1996 Dettagli | -                 | Castêlo da Maia     | -             | Madeira             |               |
| 1997 Dettagli | -                 | Castêlo da Maia     | -             | Boavista            |               |
| 1998 Dettagli | -                 | Castêlo da Maia     | -             | Madeira             |               |
| 1999 Dettagli | -                 | Castêlo da Maia     | -             | Boavista            |               |
| 2000 Dettagli | -                 | Castêlo da Maia     | -             | Madeira             |               |
| 2001 Dettagli | -                 | Boavista            | -             | Castêlo da Maia     |               |
| 2002-2014     | -                 | Non disputata       | Non disputata | Non disputata       | Non disputata |
| 2015 Dettagli | Vila Flor         | Famalicão           | 3 - 0         | Porto 2014          |               |
| 2016 Dettagli | Vila Flor         | Porto 2014          | 3 - 0         | Famalicão           |               |
| 2017 Dettagli | Vila Flor         | Leixões             | 3 - 1         | Famalicão           |               |
| 2018 Dettagli | Vila Flor         | Leixões             | 3 - 0         | Porto 2014          |               |
| 2019 Dettagli | Vila Flor         | Porto               | 3 - 2         | Leixões             |               |
| 2020 Dettagli | Matosinhos        | Porto               | 3 - 0         | Porto 2014          |               |
| 2021 Dettagli | Santo Tirso       | Porto               | 3 - 0         | Leixões             |               |
| 2022 Dettagli | Santo Tirso       | Porto               | 3 - 2         | Leixões             |               |
| 2023 Dettagli | Santo Tirso       | Leixões             | 3 - 0         | Sporting Lisbona    |               |
| 2024 Dettagli | Santo Tirso       | Benfica             | 3 - 1         | Porto               |               |

## Palmarès
| Squadra             | Titolo | Edizione                           |
| ------------------- | ------ | ---------------------------------- |
| Castêlo da Maia     | 6      | 1995, 1996, 1997, 1998, 1999, 2000 |
| Leixões             | 5      | 1989, 1992, 2017, 2018, 2023       |
| Porto               | 4      | 2019, 2020, 2021, 2022             |
| Boavista            | 3      | 1993, 1994, 2001                   |
| Estrelas da Avenida | 2      | 1990, 1991                         |
| Famalicão           | 1      | 2015                               |
| Porto 2014          | 1      | 2016                               |
| Benfica             | 1      | 2024                               |